# Tetro
Tetro és una pel·lícula estatunidenca-argentino-espanyola de drama i suspens de 2009 escrita, produïda i dirigida per Francis Ford Coppola. És protagonitzada per Vincent Gallo, Alden Ehrenreich, Maribel Verdú, Silvia Pérez, Rodrigo de la Serna, Klaus Maria Brandauer i Carmen Maura i narra el retrobament de dos germans estatunidencs d'ascendència italiana a l'Argentina, país on la pel·lícula va ser rodada en la seva major part.
Fotografiada per Mihai Malaimare Jr. en blanc i negre (alternant amb color), és el primer guió escrit per Coppola des de La conversa (1974). En aquest film el cineasta desenvolupa una història fictícia amb rivets autobiogràfics, dins d'un marc surrealista i operístic, visualment ambivalent i ric.

## Sinopsi
Benjamin "Bennie" Tetrocini (Alden Ehrenreich) és un inexpert jove de 18 anys impulsat a viatjar com a cambrer d'un creuer a Buenos Aires per a retrobar-se amb el seu germà gran, Angelo Tetrocini (Vincent Gallo), un escriptor prometedor que s'ha esvaït a Sud-amèrica, on viu amb el seu actual parella (Maribel Verdú), qui l'ha descobert en un hospital psiquiàtric com a misteriós expatriat fent-se anomenar Tetro.
La difícil trobada desgrana en flaixos les vivències i expectatives de tots dos, el passat va develándose de poc i la figura de la mare (una cantant d'òpera morta en un accident d'acte on conduïa "Tetro") i d' "El Pare", un famós compositor i director d'orquestra (Klaus Maria Brandauer) que pesa terriblement sobre el passat de tots dos, donen un imprevist gir final a la història.
Paral·lelament, Bennie troba la novel·la inconclusa d'Angelo que li donarà les pautes de la seva vida i la possibilitat d'inserir-se en el món artístic i bohemi de Buenos Aires en concursar en un certamen literari presidit per una benefactora i intel·lectual que es fa anomenar "Alone" ("Sola") (Carmen Maura).

## Repartiment
- Vincent Gallo... Tetro
- Alden Ehrenreich... Bennie
- Maribel Verdú... Miranda
- Silvia Pérez... Silvana
- Rodrigo de la Serna... José
- Érica Rivas... Ana
- Mike Amigorena... Abelardo
- Lucas Di Conza... Joven Tetro
- Adriana Mastrángelo... Ángela
- Klaus Maria Brandauer... Carlo y Alfie
- Leticia Brédice... Josefina
- Sofía Gala Castiglione... María Luisa
- Jean Francois Casanovas... Enrique
- Carmen Maura... Alone
- Ximena María Iácono... Naomi
- Pochi Ducasse... Lili
- Francesca De Sapio... Amalia
- Susana Giménez... Susana Giménez

## Producció
El present del personatge està rodat en blanc i negre i els seus records en flaixos de color. Són excel·lents l'edició, fotografia, so i la música del film, on Coppola tira mà al seu patrimoni líric usant moments de Madama Butterfly de Giacomo Puccini, sumant a més les simfonies de Brahms i la música incidental composta per Osvaldo Golijov.
Compte amb un nodrit elenc internacional en castellà i anglès que reuneix les espanyoles Carmen Maura (en una caracterització suggerida de la mítica escriptora Victoria Ocampo) i la madrilenya Maribel Verdú. Entre els argentins es destaquen Rodrigo de la Serna i Leticia Brédice, al costat dels protagonistes estatunidencs Vincent Gallo (com Tetro, apòcope de Tetrocini) i Alden Ehrenreich i la participació especial del cèlebre actor austríac Klaus Maria Brandauer com "Carlo Tetrocini", el pare i director d'orquestra, qui apareix com una vaga referència a Erich Kleiber, el gran director d'orquestra alemany que es va exiliar uns anys a l'Argentina i al patriarca Carmelo Coppola, pare del director i músic.
L'obra recorda en factura a altres de Coppola, com El Padrí II i El Padrí III, i també al clàssic El secreto de sus ojos, per la combinació de drama amb elements mínims de suspens. Influenciat per Elia Kazan, també guarda un estil narratiu molt semblant al manejat pel director espanyol Pedro Almodóvar, a Sur (1988) de Pino Solanas i a treballs del mestre italiano Federico Fellini —de qui s'observa una gran influència en tot el film, especialment de 8 1/2 i La dolce vita— arriscant-se a experimentar, amb un resultat molt diferent a l'habitual en les seves pel·lícules intercalant escenes del film Les sabatilles vermelles i The Tales of Hoffmann.
Algunes escenes van ser filmades en estudis de Alacant, Espanya, però va anar majorment rodada en Buenos Aires, en el barri de La Boca, amb seqüències en el Glacera Perito Moreno i altres localitats de la Patagònia argentina.

## Crítica
La pel·lícula va ser rebuda amb crítiques mixtes, en la seva majoria negatives.
A propòsit del treball de Coppola, el crític José Barriga apunta:
| « | Per a ningú és nou que Francis Ford Coppola, sigui un director ambiguament irregular. Al llarg de la seva filmografia ha realitzat obres tan notables que han estat titllades d'obres mestres del setè art (vegeu, El Padrí, La conversa, Apocalypse Now o fins a Dràcula de Bram Stoker). Però hi ha títols en la seva llarga carrera que són durs d'esmentar, a causa de la seva baixa qualitat com ho són Jack, Peggy Sue Got Married o Jardins de Pedra, per això es parla d'un Coppola irregular i en descens. Però jo tindria molta cura a assumir que el director va en caiguda lliure, quan ha estrenat l'any passat, una obra tan personal i tan artística com ho és Tetro. | » |